# Daniela Di Toro
Daniela Di Toro (Melbourne, 16 de outubro de 1974) é uma jogadora paralímpica australiana de tênis de mesa e ex-tenista de campo. Daniela representou Austrália no tênis de mesa dos Jogos Paralímpicos de Verão de 2016, realizados no Rio de Janeiro, Brasil. Também disputou em Londres 2012.